# Jötufjall
Jötufjall är en kulle i republiken Island. Den ligger i regionen Suðurland, 80 km öster om huvudstaden Reykjavík. Toppen på Jötufjall är 297 meter över havet.
Trakten runt Jötufjall är nära nog obefolkad, med mindre än två invånare per kvadratkilometer. Närmaste större samhälle är Flúðir, omkring 12 kilometer sydväst om Jötufjall. Trakten runt Jötufjall består i huvudsak av gräsmarker.